# Азизи, Энтони
Энтони Азизи (англ. Anthony Azizi, род. 29 мая 1969) — американский актёр.

## Биография
Энтони Азизи родился 29 мая 1969 года в Нью-Йорке. Он является американцем иранского происхождения. Наиболее известен как актёр телевидения. Азизи имел эпизодические роли в телесериале «24 часа», где играл Мамуда Рашида Фахина во втором сезоне и Рафика в четвёртом. В 2003—2004 годах он снимался в сериале «Матрица: Угроза», в 2008 и 2010 годах сыграл наёмника Омара в известном драматическом телесериале «Остаться в живых». Он также снимался и в других сериалах: «Мыслить как преступник», «C.S.I.: Место преступления Майами», «Военно-юридическая служба», «Девочки Гилмор», «Щит», «Отчаянные домохозяйки», «Вероника Марс», «Полиция Нью-Йорка», «Побег», «Менталист», «Чак», «Лас-Вегас», «Вспомни, что будет».

## Избранная фильмография
| Год       |   | Русское название                    | Оригинальное название          | Роль                      |
| --------- | - | ----------------------------------- | ------------------------------ | ------------------------- |
| 1997—2002 | с | Военно-юридическая служба           | JAG                            | лейтенант Алекс Захар     |
| 2002—2005 | с | 24 часа                             | 24                             | Мамуд Рашид Фахин / Рафик |
| 2003—2004 | с | Матрица: Угроза                     | Threat Matrix                  | Мухаммед «Мо» Хассэйн     |
| 2001      | ф | Забытая рота                        | The Lost Battalion             | рядовой Нат Хенчман       |
| 2004      | с | Щит                                 | The Shield                     | Петрош                    |
| 2004      | с | Девочки Гилмор                      | Gilmore Girls                  | Люциано                   |
| 2005      | с | Полиция Нью-Йорка                   | NYPD Blue                      | Нестор Дюарт              |
| 2005—2006 | с | Главнокомандующий                   | Commander in Chief             | Винс Тэйлор               |
| 2006      | с | Мыслить как преступник              | Criminal Minds                 | Джинд Алах                |
| 2006      | ф | Самоубийцы: История любви           | Wristcutters: A Love Story     | Хассан                    |
| 2006      | с | Отчаянные домохозяйки               | Desperate Housewives           | мистер Фалати             |
| 2007      | с | C.S.I.: Майами                      | CSI: Miami                     | Аллен Комден              |
| 2007      | с | Лас-Вегас                           | Las Vegas                      | Левон Наджар              |
| 2007      | с | Вероника Марс                       | Veronica Mars                  | Рашад Кримани             |
| 2008      | с | Чак                                 | Chuck                          | Шейх Раджив Амад          |
| 2008      | с | Отряд «Антитеррор»                  | The Unit                       | Амин Аль-Нура             |
| 2008      | ф | На крючке                           | Eagle Eye                      | Раним Калид               |
| 2008—2010 | с | Остаться в живых                    | Lost                           | Омар                      |
| 2009      | с | Вспомни, что будет                  | Flash Forward                  | Самад                     |
| 2009      | с | Побег                               | Prison Break                   | Навин Банарджи            |
| 2009      | с | 90210: Новое поколение              | 90210                          | дядя Амаль                |
| 2011      | ф | Трансформеры 3: Тёмная сторона Луны | Transformers: Dark of the Moon | лейтенант Сулимани        |